# Osbern Fitz Osbern
Osbern Fitz Osbern est un prélat de la fin du XIe siècle. Il est évêque d'Exeter de 1072 à sa mort, en 1103.

## Biographie
Osbern est le fils d'Osbern de Crépon, sénéchal de Normandie et d'Emma d'Ivry, fille du comte Raoul. Par sa mère, il descend donc de la famille d'Ivry. Son frère Guillaume Fitz Osbern (vers 1020 – 1071), 1er comte d'Hereford, est un des hommes les plus importants et puissants du royaume anglo-normand.
Il devient évêque d'Exeter en 1072, après la mort de l'Anglais Leofric. Il reste à la tête de l'évêché jusqu'à sa mort, fin 1103.